# Успение Богородично (Грамоща)
Вижте пояснителната страница за други значения на Успение Богородично.
„Успение Богородично“ (на гръцки: Κοιμήσεως της Θεοτόκου, Παναγία της Γράμμοστας) е православна църква в костурското влашко село Грамоща (Грамос), Егейска Македония, Гърция. Храмът е част от Костурската епархия.

## История
Църквата, според запазения мраморен надпис, е построена в 1887 година на мястото на по-ранна църква, която е била разрушена през XIX век.
През Втората световна война италианските окупационни власти разстрелват единия свещеник на храма, а другият умира в италиански затвори.
Църквата е почти разрушена е по време на тежките сражения на Грамос през Гражданската война (1946 - 1949). Храмът е използван като щаб на частите на Демократичната армия на Гърция. Женската църква е място за срещи, а частта отдолу се използва като затвор. Когато започват първите реставрационна работа в църквата са открити три човешки скелета. При оттеглянето си бунтовниците разрушават Светата трапеза и опожаряват храма. През 60-те и 70-те години селяните използват камъни от старата църква, за да построят нова по-малка до нея.
През 2006 година започва възстановяването на малката църква. Възстановената голяма църква е открита на 30 юли 2017 година. Литургията е отслужена от митрополитите Серафим Костурски и Павел Драмски.

## Описание
Църквата е каменна трикорабна базилика с голяма апсида. В храма традиционно се пази иконата „Света Богородица Грамощенска“, дело на костурски занаятчии от около 1600 година и смятана за покровителка на власите, като според традицията е следвала миграцията на пастирите. След разрушаването на църквата иконата се пази в „Света Параскева“ в Хрупища. Според местна легенда, когато в началото на XX век в селото влизат български чети, взимат иконата на Богородица, гаврят се с нея и я поставят на обратно, за да я използват за мост, за да пресекат един поток, но когато първият човек стъпва върху иконата, потокът приижда и отнася много хора. Иконата е върната в храма.